# Самый большой друг
«Самый большой друг» — советский рисованный мультипликационный фильм режиссёра Петра Носова по сказке Софьи Прокофьевой. Мультфильм для детей — о настоящей дружбе.

## Сюжет
Покормив цыплёнка и щенка, девочка идёт вместе с ними навещать колокольчика и бегемота, который был самым большим (в буквальном смысле). Друзьям пытается помешать крокодил, дабы съесть девочку — он ненавидит дружбу, поскольку сам друзей не имел. Он притворялся и пальмой, и мостом, но всем удаётся избежать хищника.
Переправившись через реку, девочка поливает колокольчика лейкой. Внезапно пришедшего бегемота девочка пытается угостить грушей, но тот её не берёт, а начинает хвастаться, нагрубив при этом цыплёнку, щенку и колокольчику. На замечание девочки бегемот отвечает, что «друг должен быть большой и сильный».
Тем временем крокодил притворился бревном, и бегемот говорит девочке, что она может сесть на него и отдохнуть. Но крокодил хватает девочку и тащит в реку, а та хватается за дерево. Испугавшийся бегемот убежал, боясь, что крокодил схватит и его. Цветок-колокольчик же подал знак тревоги, цыплёнок позвал щенка, и все вместе с лягушатами отбили девочку, несмотря на то, что крокодил, держа девочку зубами, силой отрывает лоскуток её платья.
Когда бегемот пришёл к девочке и поздравил её со счастливым спасением от крокодила, она сделала ему замечание, что он ей не друг, поскольку бросил её в беде, и отвернулась от него. Колокольчик немного подразнил бегемота, и он от стыда расплакался. Не всегда тот, кто больше и сильнее всех, является самым большим другом.

## Отличия от сказки
В оригинальной сказке вместо бегемота присутствовал слон, а вместо цыплёнка — божья коровка. Также в конце сказки герои менялись размерами: божья коровка, колокольчик и собака, которая была вместо щенка, увеличивались, а слон уменьшался, чего в фильме не происходило.

## Персонажи
- Девочка — главная героиня. На данный момент ей 5 лет. Добрая, любопытная. Любит своих трёх лучших друзей: Колокольчика, Цыплёнка и Щенка.
- Щенок — маленький щенок, белого цвета. Ему 4 месяца. Умеет говорить. Носит красный ошейник. Он лучший друг Девочки и Цыплёнка. Живёт во дворе.
- Цыплёнок — маленький жёлтый цыплёнок, лучший друг Щенка и Девочки. Ему 4 месяца. Любит зёрна. Тоже умеет говорить, как и его друг Щенок. Очень любопытен и легко придёт на выручку.
- Колокольчик — цветок, мудрый и очень умный. Он не говорит, но его понимают. Именно он своим звоном оповестил Цыплёнка и Щенка о том, что нужно спасать Девочку от Крокодила.
- Бегемот — высокомерный эгоист, не умеющий дружить. Трусливый, так как испугался крокодила и не помог спастись Девочке. Он изначально говорил Девочке, что он её самый большой друг, но потом она отвернулась от него.
- Крокодил — главный антагонист. Ему по человеческим меркам 28 лет. Был очень обижен на то, что не имеет друзей, и стал злым. Хотел съесть Девочку, но у него это не получилось.

## Создатели
| автор сценария            | Софья Прокофьева |
| режиссёр                  | Пётр Носов |
| композитор                | Михаил Меерович |
| художник-постановщик      | Константин Карпов |
| художники-мультипликаторы | Николай Фёдоров, Игорь Подгорский, Эльвира Маслова, Вадим Долгих, Леонид Каюков, Виктор Лихачёв, Елизавета Комова, Татьяна Померанцева, Светлана Жутовская |
| оператор                  | Екатерина Ризо |
| звукооператор             | Георгий Мартынюк |
| художники-декораторы      | Елена Танненберг, Вера Харитонова |
| монтажёр                  | Татьяна Сазонова |
| редактор                  | Наталья Абрамова |
| ассистент режиссёра       | Галина Любарская |
| ассистент художника       | Борис Садовников |
| директор картины          | Фёдор Иванов |
| роли исполняли            | Анатолий Папанов — Крокодил, Михаил Яншин — Бегемот, Клара Румянова — Девочка, Юлия Юльская — Щенок / Цыплёнок                                             |